# 滋賀県立小児保健医療センター
滋賀県立小児保健医療センター（しがけんりつしょうにほけんいりょうセンター）は、滋賀県守山市にある小児専門病院。1988年に日本で19番目の小児専門病院として開設された。

## 概要
滋賀県唯一の小児医療施設であり、心身障害児・小児慢性疾患児・難治性疾患児への医療の提供が図られている。子供の健康を守るため、医療・保健・福祉・教育の連携を重視した包括的な保健医療サービスの提供が行われている。

## 沿革
前身は1957年（昭和32年）に設置された滋賀整肢園であり、1980年（昭和55年）に滋賀県立小児整形外科センターに名称が変更され、1988年（昭和63年）に現在の名称で現在地に開設された。2005年（平成17年）には滋賀県立心身障害児総合療育センターが、小児保健医療センターと統合して小児保健医療センター療育部となる。

## 診療科
- 総合内科
- 神経内科
- 心臓内科
- アレルギー科
- 腎臓内科
- 血液・リウマチ科
- 整形外科
- 脳神経外科
- 小児外科
- 形成外科
- 眼科
- 泌尿器科
- 耳鼻咽喉科
- こころの診療科
- 麻酔科
- リハビリテーション科

## 交通アクセス
- JR東海道本線（琵琶湖線）守山駅から近江鉄道バスまたは江若交通で約12分、小児保健医療センター前停留所下車。
- 同駅から徒歩で約20分。